# 남기원
남기원(1966년 5월 26일~)은 대한민국의 장애인 탁구 선수로, 2016년 하계 패럴림픽에서 동메달을 획득했다.